# نادي الشرقاط
نادي الشرقاط هو أحد أندية الدوري العراقي
تأسس عام 1992م

## الإنجازات
صعد إلى دوري الدرجة الممتازة موسم 2009.